# Sasami-san@Ganbaranai
Sasami-san@Ganbaranai (ささみさん@がんばらない Señorita Sasami@Desmotivada?) es una serie de novelas ligeras escritas por Akira Nishikawa, con ilustraciones de Hidari. El primer volumen fue publicado en diciembre del 2009, desde esa fecha han sido lanzados 10 volúmenes por Shogakukan hasta diciembre de 2012.
La adaptación al anime es realizada por el estudio de animación SHAFT y comenzó a emitirse en enero del 2013. Sentai Filmworks licenció el anime en Norteamérica y se emite por el canal estadounidense Anime Network, mientras que MVM Films licenció el anime en Reino Unido.

## Argumento
Sasami Tsukuyomi es una estudiante de secundaria superior(preparatoria) bastante floja, adora a su hermano mayor, y posee el poder de un Dios, Amaterasu.
Sin embargo, sin saberlo, su hermano, Kamiomi, pone al mundo en caos por tratar de hacer feliz a Sasami, mientras que las tres hermanas Yagami intentan arreglar el mundo.

## Personajes
Sasami Tsukuyomi (月読 鎖々美 Tsukuyomi Sasami?)
Seiyū: Kana Asumi
Sasami es una estudiante de primer año de secundaria(preparatoria) que vive con su hermano mayor Kamiomi. Ella tiene terror a su propio poder y en un principio se niega a ir más a la escuela, pero después comienza a asistir a la escuela en febrero, cerca del final del año. En casa, Sasami vigila el mundo utilizando a su hermano, cámaras y su computador para ver el mundo exterior. Posee el poder de Amaterasu, provocando que poderosos dioses la protegen a ella y a su hermano. Por un momento creyó que el poder de Amaterasu fue trasladado a su hermano, pero no fue así, nunca lo había perdido.
Kamiomi Tsukuyomi (月読 神臣 Tsukuyomi Kamiomi?)
Seiyū: Hōchū Ōtsuka
Kamiomi es el hermano mayor de Sasami y es un maestro, en la escuela de Sasami. Su rostro nunca se muestra, siempre está ocultándoselo con algún objeto, como su maletín. Tiene un intenso amor por su hermana, como todos los hombres de la familia Tsukuyomi, ellos están condicionados a servir, proteger y, finalmente, casarse con sus hermanas para mantener el poder de Amaterasu bajo la posesión del clan.
Tsurugi Yagami (邪神 つるぎ Yagami Tsurugi?)
Seiyū: Chiwa Saito
Tsurugi posee 31-años de edad, y es la mayor de las hermanas Yagami, ella es una maestra en la escuela secundaria de Sasami. A pesar de su edad, ella tiene la apariencia de una niña y tiene la personalidad de un hombre de mediana edad. A menudo juega juegos de adultos en la sala de profesores. Su nombre se basa en Kusanagi no Tsurugi. Más tarde se revela que ella es Amaterasu en sí misma, que se hartó de su poder y se lo pasó a un antepasado lejano de Sasami.
Kagami Yagami (邪神 かがみ Yagami Kagami?)
Seiyū: Kana Hanazawa
Kagami tiene 16 años de edad, es la segunda de las hermanas Yagami, y es compañera de clases de Sasami. Ella es una chica normal y está constantemente con sueño. Ella es un cyborg creado a partir de una parte de Amaterasu, tiene un vasto arsenal de armas mágicas y de alta tecnología escondidos por todo el cuerpo. Su nombre se basa en Yata no Kagami.
Tama Yagami (邪神 たま Yagami Tama?)
Seiyū: Ai Nonaka
Tama es la más pequeña de las hermanas Yagami, tiene 9 años de edad, y está en primaria, en tercer grado. Tiene la apariencia de una mujer adulta, sin embargo, ella tiene la personalidad inocente y cariñosa de una niña de su edad. Su nombre se basa en  Yasakani no Magatama. Tama fue creada por Tsurugi para ser la sucesora de Sasami